# I Love New York (programa de televisão)
I Love New York é um reality show, exibido no VH1. Possui Tiffany Pollard (mais conhecida como "New York"), em uma busca para encontrar seu verdadeiro amor. A série é um spin off de outra série de relacionamento, Flavor of Love. 

## Temporadas
| Temporada         | Estréia              | Final                  | Show de reencontro   | Vencedor                        | Runner-up             | Número de participantes | Número de episódios |
| ----------------- | -------------------- | ---------------------- | -------------------- | ------------------------------- | --------------------- | ----------------------- | ------------------- |
| I Love New York   | 8 de janeiro de 2007 | 2 de abril de 2007     | 15 de abril 2007     | Patrick Hunter "Tango"          | Kamal Givens "Chance" | 20                      | 12                  |
| I Love New York 2 | 8 de outubro de 2007 | 17 de dezembro de 2007 | 6 de janeiro de 2008 | George Weisgerber "Tailor Made" | Ezra Masters "Buddha" | 20                      | 13                  |